# Дрігейзен (Тесел)
Дрігейзен (нід. Driehuizen) — селище в нідерландській провінції Північна Голландія. Входить до муніципалітету Тесел.
Назва пов'язана з трьома іменами («drie huizen» голландською мовою), які були присутні на цьому місці протягом 16-го століття.
Driehuizen не є статистичною одиницею, і поштове відомство віднесло його до Den Burg.